# Mötet i Arboga 1435

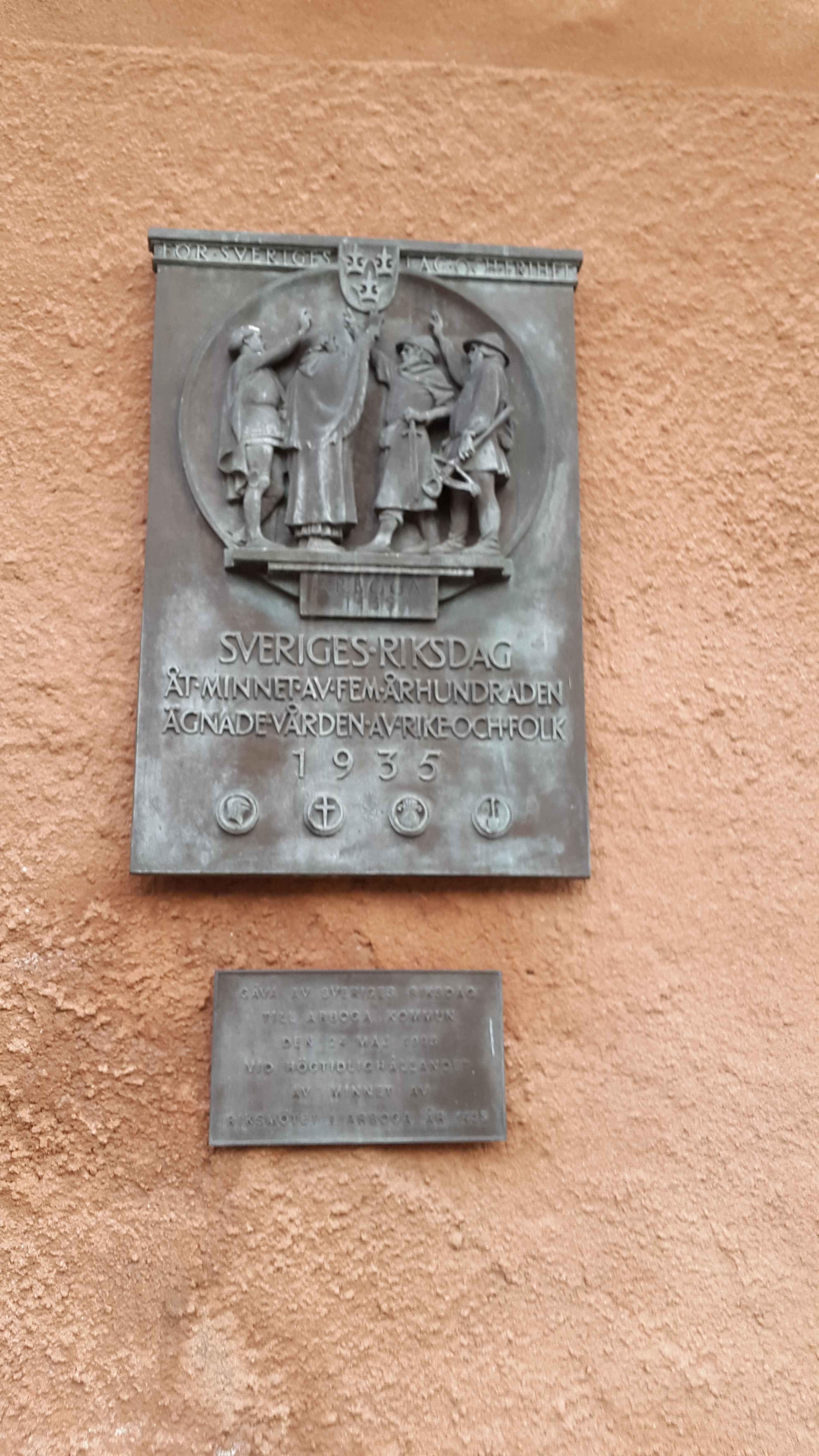
Minnestavlor över Arboga möte 1435

Arboga möte var en sammankomst som hölls 1435 för att diskutera och besluta om Sveriges angelägenheter och ledde till att Engelbrekt utnämndes till rikshövitsman. Mötet hölls efter att det året innan, 1434, hade utbrutit uppror i Bergslagen under ledning av Engelbrekt. Upproret spred sig snabbt över hela landet och även till det danska Halland. Det ledde till att unionskungen Erik av Pommern avsattes. Senare samma år återfick Erik av Pommern sin makt efter förhandlingar.
Mötet har kallats Sveriges första riksdag och 1935 firade Sveriges riksdag 500-årsjubileum med utgångspunkt från mötet. Det har ifrågasatts om det kan definieras som en riksdag eftersom det bara fanns representation från tre ständer, adeln, prästerna och borgarna, medan separata representanter från bönderna saknades.